# マクワンプル郡
マクワンプル郡(マクワンプルぐん、ネパール語：मकवानपुर जिल्ला)は、ネパール東部のバグマティ州の郡。
郡都はヘトウラ。
2021年国勢調査の人口は46万1053人。
面積は2,426km2。  
かつてはマクワンプル・セーナ王国が存在した。